# NGC 1074
NGC 1074 é uma galáxia espiral (Sab) localizada na direcção da constelação de Cetus. Possui uma declinação de -16° 17' 49" e uma ascensão recta de 2 horas, 43 minutos e 36,0 segundos.
A galáxia NGC 1074 foi descoberta em 1886 por Frank Leavenworth.